# روجر بولتون
روجر بولتون (بالإنجليزية: Roger Bolton)‏ هو نقابي بريطاني، ولد في 7 سبتمبر 1947، وتوفي في 18 نوفمبر 2006 بسبب سرطان.